# Indicatif régional 352

Carte de l'État de la Floride avec les territoires de ses fuseaux horaires et de ses indicatifs régionaux.

L'indicatif régional 352 est l'un des multiples l'indicatifs téléphoniques régionaux de l'État de la Floride aux États-Unis. Il couvre un territoire situé dans la partie nord de la côte ouest de l'État.
La carte ci-contre indique le territoire couvert par l'indicatif 352.
L'indicatif régional 352 fait partie du Plan de numérotation nord-américain.